# Bisdom Port-Bergé
Het bisdom Port-Bergé (Latijn: Dioecesis Portus Bergensis) is een rooms-katholiek bisdom met als zetel Boriziny, in het Frans Port-Bergé genoemd, in Madagaskar. Het bisdom is suffragaan aan het aartsbisdom Antsiranana. 

## Geschiedenis
Het bisdom werd opgericht op 18 oktober 1993, uit delen van het bisdom Mahajanga. 

## Parochies
Het bisdom had in 2021 een oppervlakte van 23.367 km2 en telde 985.120 inwoners waarvan 2,7% rooms-katholiek was.

## Bisschoppen
- Armand Toasy (18 oktober 1993 - 15 december 2013)
- Georges Varkey Puthiyakulangara (15 december 2013 - heden; coadjutor sinds 24 november 2008)